# Cacine
Cacine – wieś w południowo-zachodniej Gwinei Bissau; w regionie Tombali; 977 mieszkańców (2009).

## Położenie
Bedanka jest stolicą rozległego sektora o powierzchni 613 km², który zamieszkuje 15648 osób, większość mieszkańców pochodzi z ludu Balanta, część z ludu Nalu, Fulbe, Tanda, Djacanca i Sousso.
Cacine to najbardziej wysunięty na południe sektor Gwinei Bissau, wieś Cacine jest położona nad rzeką Cacine.

## Historia
Podczas portugalskiej wojny kolonialnej, która trwała od 1963 do 1974 obszar dzisiejszego sektora cacińskiego był miejscem wielu walk i oblężeń. Duży wpływ na taki przebieg działań zbrojnych miała granica z południowym sąsiadem tj. Gwineą, skąd ruch niepodległościowy Gwinei-Bissau PAIGC (Afrykańska Partia Niepodległości Gwinei i Wysp Zielonego Przylądka) organizował dużą część swoich działań i gdzie miała miejsce koncentracja jego żołnierzy.

## Sektor Bendada
Cacine jest stolicą sektora składającego się łącznie z 99 wiosek, wiele z nich to małe osady plemienne (Tabancas), na czele których stoi wódź lub tzw. król społeczności. Do największych wsi w sektorze należą:
- Cameconda (580 mieszkańców)
- Canefaque (666 mieszkańców)
- Cassabetche (378 mieszkańców)
- Cassaca (434 mieszkańców)
- Cassumba (373 mieszkańców)
- Dari-Linda (750 mieszkańców)
- Gadamael Porto (477 mieszkańców)
- Sanconha (960 mieszkańców)